# I liga paragwajska w piłce nożnej (1963)
Mistrzem Paragwaju został klub Cerro Porteño, natomiast wicemistrzem Paragwaju został klub Club Olimpia.
Mistrzostwa rozegrano systemem każdy z każdym mecz i rewanż. Najlepszy w tabeli klub został mistrzem Paragwaju.
Do turniejów międzynarodowych zakwalifikowały się następujące kluby:
- Copa Libertadores 1964: Cerro Porteño

Do drugiej ligi spadły dwa kluby – Sportivo Luqueño i Tembetary Ypané, a ponieważ na ich miejsce awansował tylko jeden klub Club Rubio Ñú – liga zmniejszona została z 11 do 10 klubów.

## Primera División

### Tabela końcowa sezonu 1963
| Poz | Klub                  | Punkty |
| --- | --------------------- | ------ |
| 1   | Cerro Porteño         | 32     |
| 2   | Club Olimpia          | 26     |
| 3   | Club Libertad         | 22     |
| 4   | Club River Plate      | 22     |
| 5   | Club Guaraní          | 21     |
| 6   | Tembetary Ypané       | 19     |
| 7   | Club Nacional         | 18     |
| 8   | Club Presidente Hayes | 18     |
| 9   | Club Sol de América   | 17     |
| 10  | Sportivo San Lorenzo  | 16     |
| 11  | Sportivo Luqueño      | 14     |

O tym, który z klubów spadnie decydowało tzw. promedio, czyli śrenia liczba punktów zdobyta w ostatnich trzech sezonach. Najgorszymi w tym rankingu były kluby Sportivo Luqueño i Tembetary Ypané, co oznacza, że prawdopodobnie w tabelach z ostatnich trzech sezonów muszą być błędy, gdyż licząc dorobek punktowy na ich podstawie najgorszymi klubami powinny być Club Sol de América oraz Sportivo San Lorenzo.
Baraż o uniknięcie bezpośredniego spadku.
- Sportivo Luqueño – Tembetary Ypané 2:2 i 4:4, dod. 3:1

Klub Tembetary Ypané spadł do drugiej ligi, natomiast Sportivo Luqueño czekał jeszcze dodatkowy baraż o utrzymanie się w lidze z najlepszym klubem drugiej ligi.
Baraż o utrzymanie się w pierwszej lidze.
- Club Rubio Ñú – Sportivo Luqueño 2:1[1] i 1:1

Klub Club Rubio Ñú awansował do pierwszej ligi, a Sportivo Luqueño spadł do drugiej ligi.

## Klasyfikacja strzelców w sezonie 1963
| Gole | Piłkarz              | Klub          |
| ---- | -------------------- | ------------- |
| 17   | Juan de Rosa Cabañas | Club Libertad |